# Marne (département)
Pour les articles homonymes, voir Marne.
La Marne (/maʁn/) est un département français, qui doit son nom à la Marne, rivière qui l'arrose. Il fait partie de la région Grand Est et de la Champagne historique. L'Insee et La Poste lui attribuent le code 51. Sa préfecture est Châlons-en-Champagne et sa plus grande ville est Reims.

## Géographie

### Situation
La Marne est située en région Grand Est, après avoir fait partie de la région Champagne-Ardenne jusqu'en 2016. Elle est limitrophe des départements des Ardennes (au nord), de la Meuse (à l'est), de la Haute-Marne (au sud-est), de l'Aube (au sud), de Seine-et-Marne (au sud-ouest) et de l'Aisne (à l'ouest).
Le département de la Marne doit son nom à la rivière Marne qui le traverse, du sud-est à l'ouest, et se jette dans la Seine.
La superficie du département est d'environ 816 200 hectares, soit 8 162 km2, ce qui en fait le septième département métropolitain le plus vaste. La Marne mesure ainsi 116 km de longueur, de Villeneuve-la-Lionne (canton d'Esternay) à Trois-Fontaines-l'Abbaye (canton de Thiéblemont), et 97 km de largeur, de Cormicy (canton de Bourgogne) à Clesles (canton d'Anglure).
La Marne se divise géographiquement en trois parties principales. Au centre du département se trouve la plaine champenoise ou Champagne crayeuse, essentiellement recouverte de champs céréaliers. L'Ouest de la Marne est occupé par le vignoble de Champagne et les reliefs de la Côte champenoise et de la Montagne de Reims, où se situe le point culminant du département, le Mont Sinaï, à 286 m d'altitude. À l'est, le paysage est composé de basses collines notamment dans les régions de l'Argonne et du Perthois.

Paysages de la Marne :
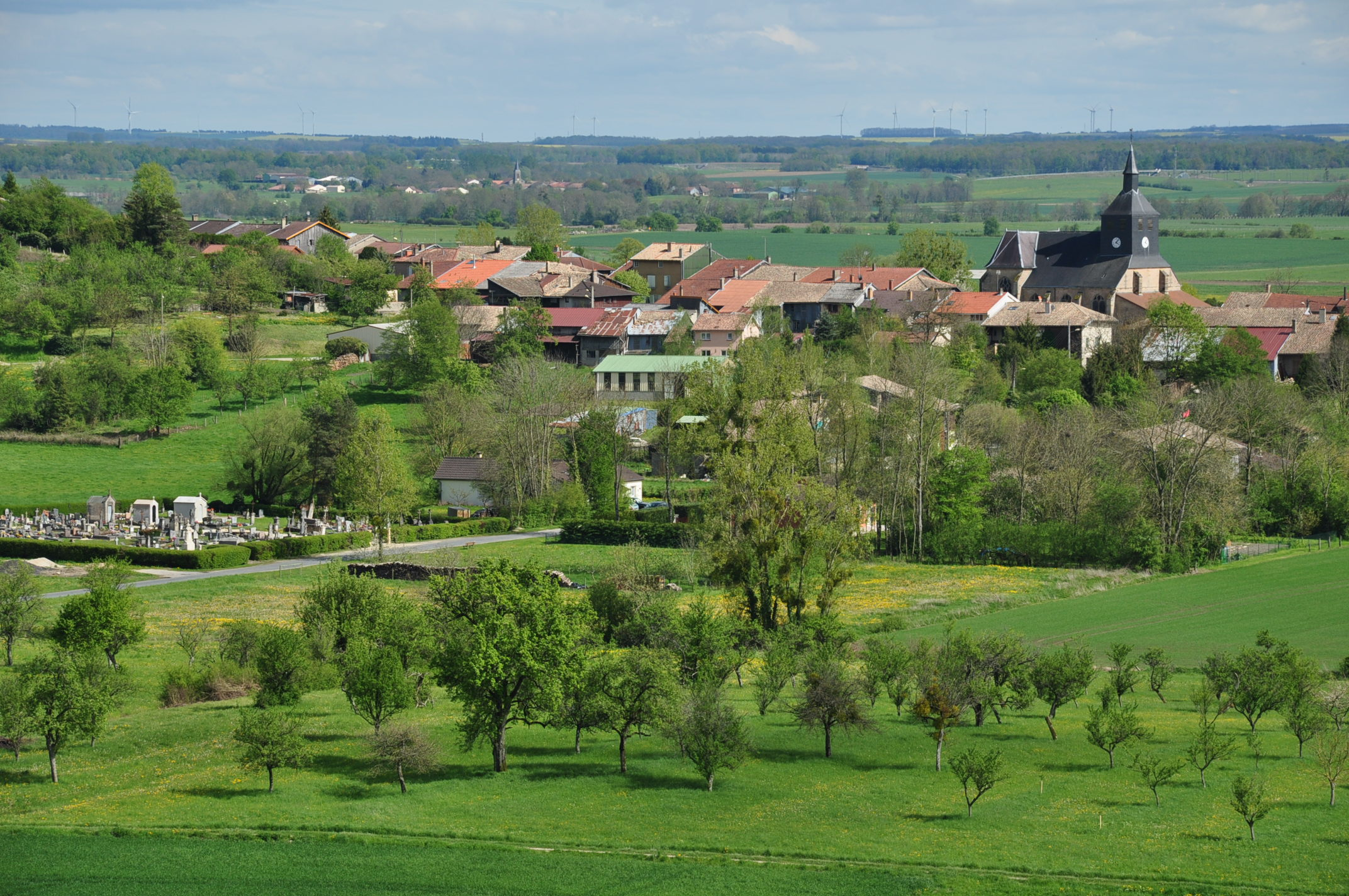
Passavant-en-Argonne à l'est.
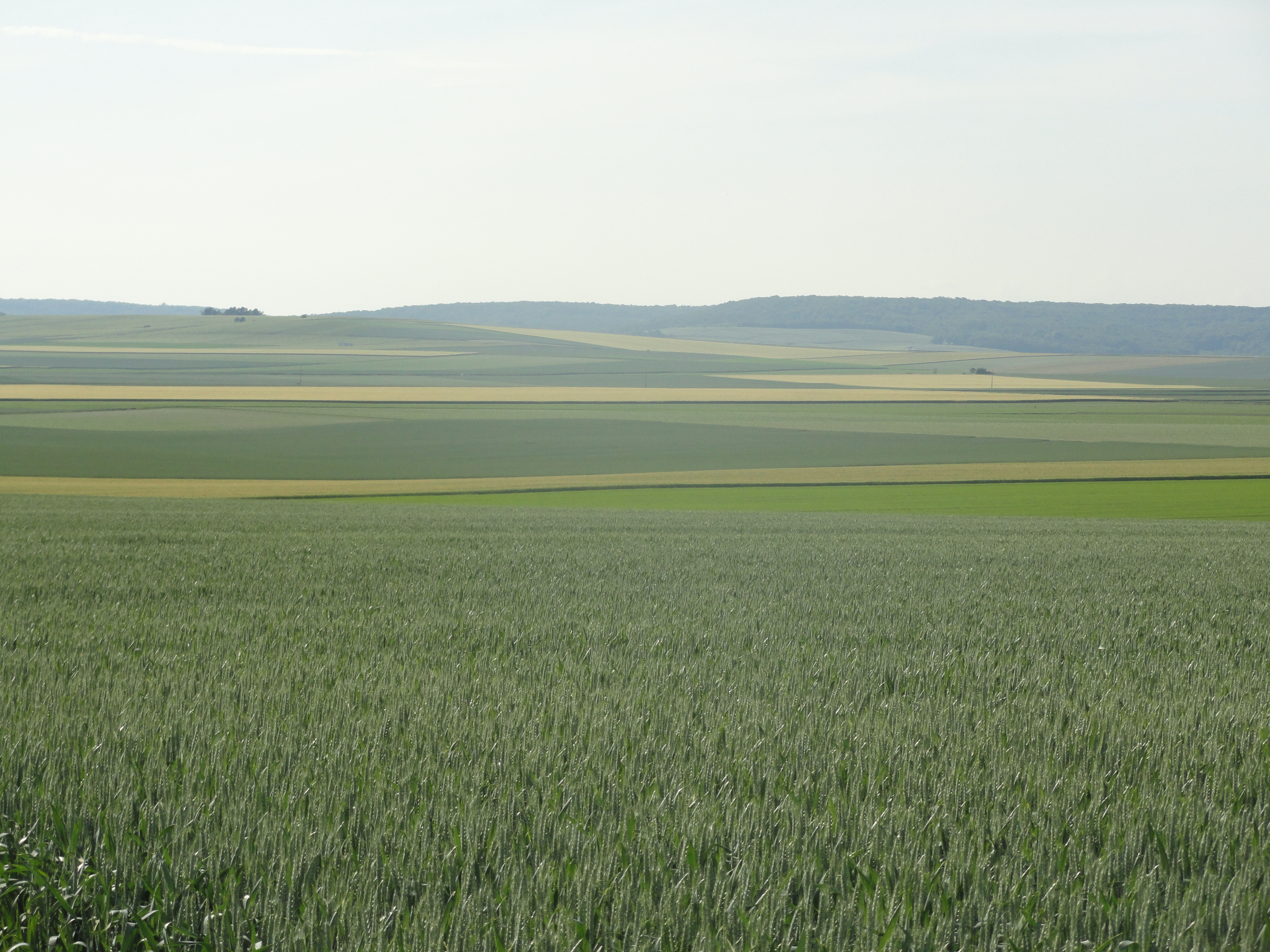
Champagne crayeuse, à Tours-sur-Marne, au centre.
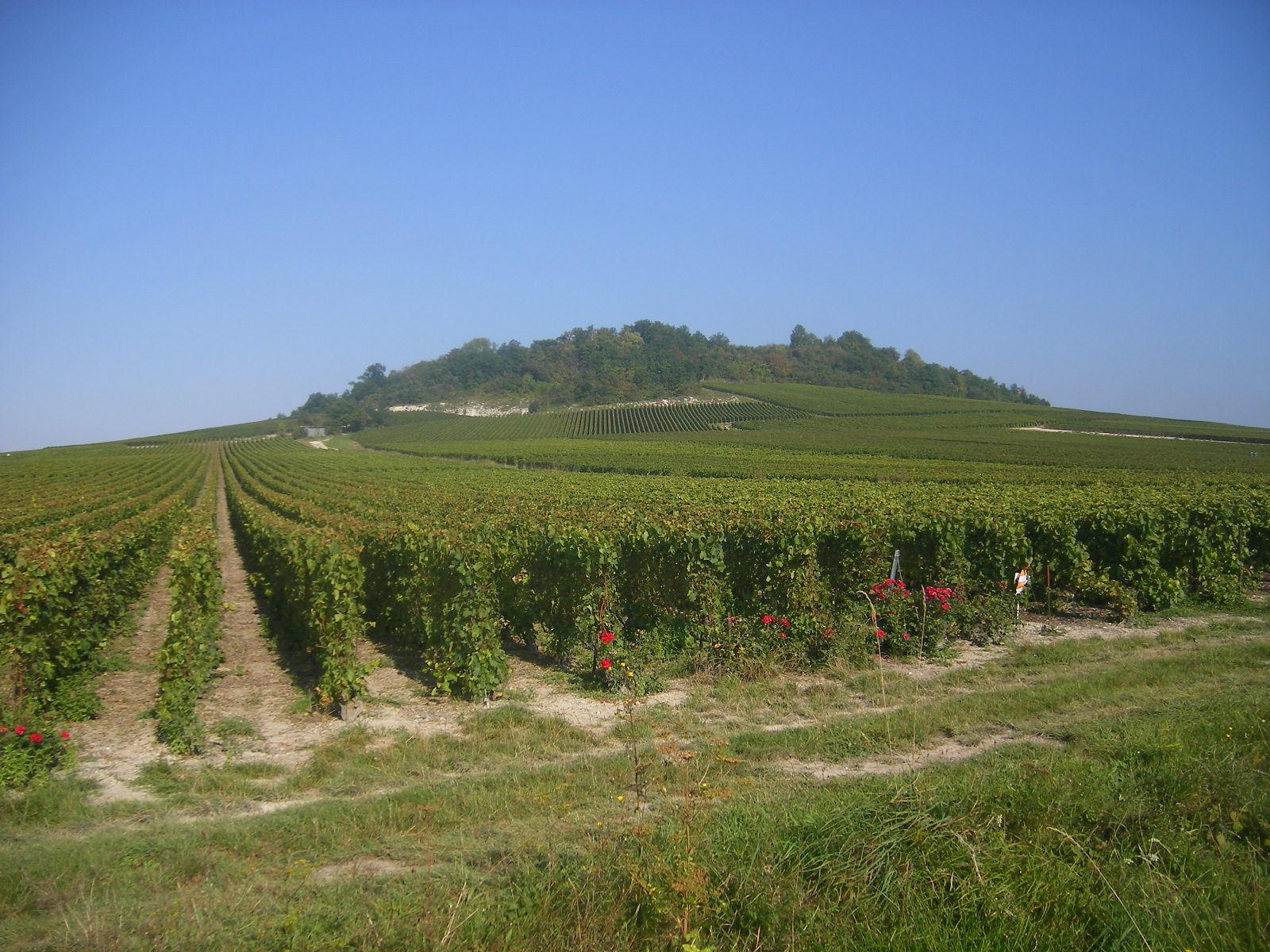
Le vignoble du mont Aimé à Bergères-lès-Vertus, vers le centre.
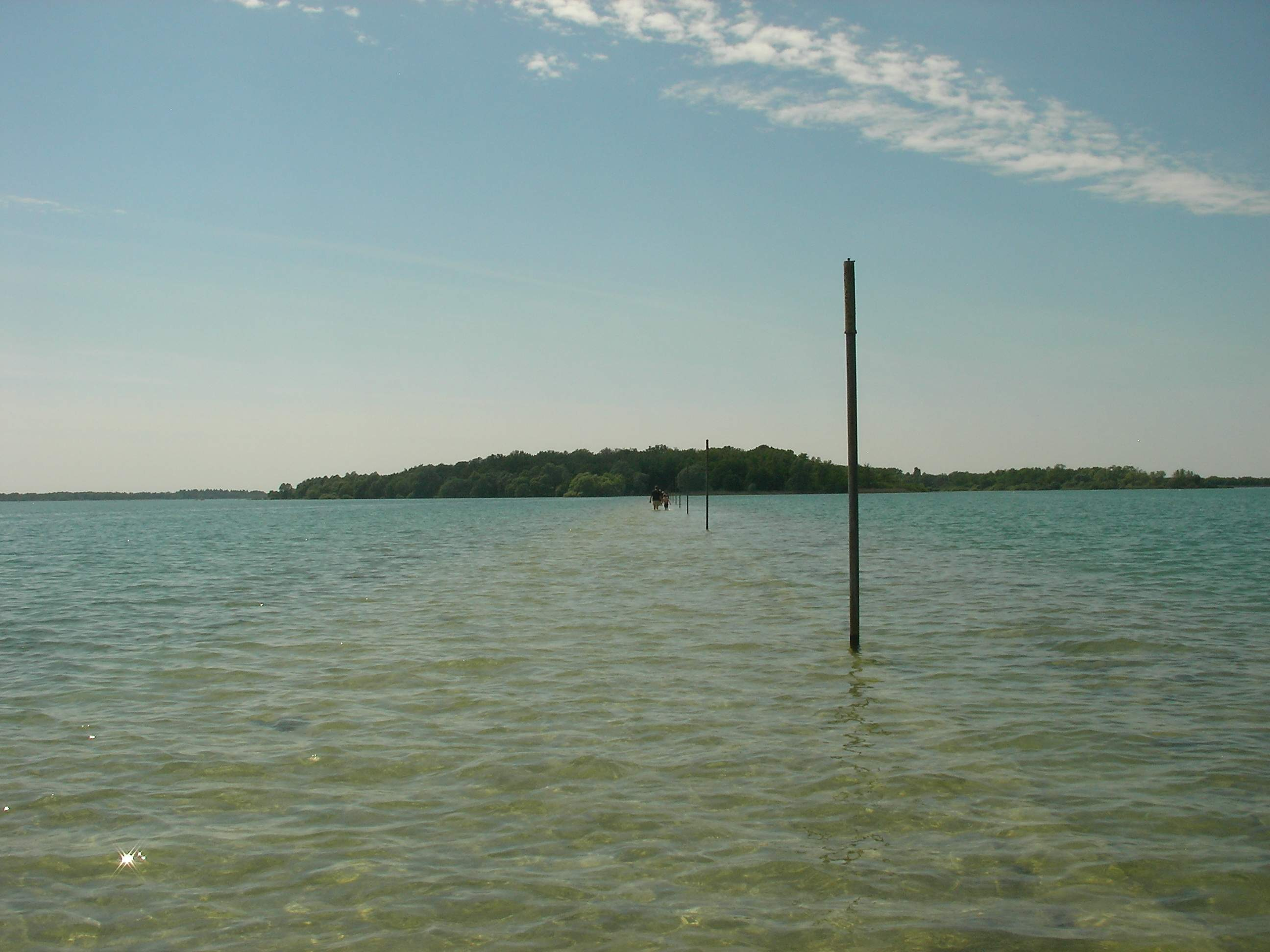
Digue du lac du Der-Chantecoq, au sud-est.

### Accès et transports
Le département est traversé par plusieurs autoroutes :
- l'autoroute A4, qui relie Paris à Strasbourg, via Reims, Châlons-en-Champagne et Metz ;
- l'autoroute A26, qui relie Calais à Troyes, via Saint-Quentin, Reims et Châlons-en-Champagne ;
- l'autoroute A34, qui relie Reims à Charleville-Mézières.

Il abrite également plusieurs gares ferroviaires dont les principales sont la gare de Champagne-Ardenne TGV sur la LGV Est européenne, les gares de Reims, de Châlons-en-Champagne et de Vitry-le-François.

### Climat
Le climat de la Marne est mesuré depuis la station de Reims-Courcy, située à 91 mètres d'altitude. Le département se situe à l'est du bassin parisien, son climat est océanique dégradé, il est sous influence du climat continental, expliquant ses hivers frais, ses étés doux et ses pluies assez fréquentes mais souvent peu abondantes (51 mm par mois en moyenne) et réparties tout au long de l'année ; il y a 1 705 heures d'ensoleillement par an.
| Mois                              | jan. | fév. | mars | avril | mai  | juin | jui. | août | sep. | oct. | nov. | déc. | année |
| --------------------------------- | ---- | ---- | ---- | ----- | ---- | ---- | ---- | ---- | ---- | ---- | ---- | ---- | ----- |
| Température minimale moyenne (°C) | 0,1  | 0    | 2,3  | 3,7   | 7,7  | 10,5 | 12,4 | 12,2 | 9,5  | 6,6  | 2,9  | 1,4  | 5,8   |
| Température moyenne (°C)          | 2,8  | 3,5  | 6,6  | 8,9   | 13,1 | 15,9 | 18,3 | 18,2 | 14,9 | 10,9 | 6,1  | 4    | 10,2  |
| Température maximale moyenne (°C) | 5,5  | 7    | 10,8 | 14    | 18,4 | 21,3 | 24,1 | 24,2 | 20,1 | 15,1 | 9,3  | 6,6  | 14,7  |
| Ensoleillement (h)                | 63   | 73   | 128  | 163   | 214  | 218  | 229  | 239  | 156  | 108  | 66   | 47   | 1 705 |
| Précipitations (mm)               | 44   | 40   | 51   | 45    | 59   | 58   | 56   | 58   | 53   | 55   | 52   | 57   | 617,8 |

## Histoire
Le département a été créé à la Révolution française, le 4 mars 1790 en application de la loi du 22 décembre 1789, à partir d'une partie de la province de Champagne.

Carte de la Marne (1790).

L'idée était que les habitants puissent rejoindre le chef-lieu et en revenir en deux jours (à cheval), le département de la Marne est créé par découpage de la Champagne en quatre départements : les Ardennes, la Marne, l'Aube et la Haute-Marne.
Le 17 février 1800 (28 pluviôse an VIII), la fonction de préfet est créée. Bourgeois de Jessaint devient le premier préfet de la Marne, et occupera ce poste pendant 38 années.

### Préhistoire

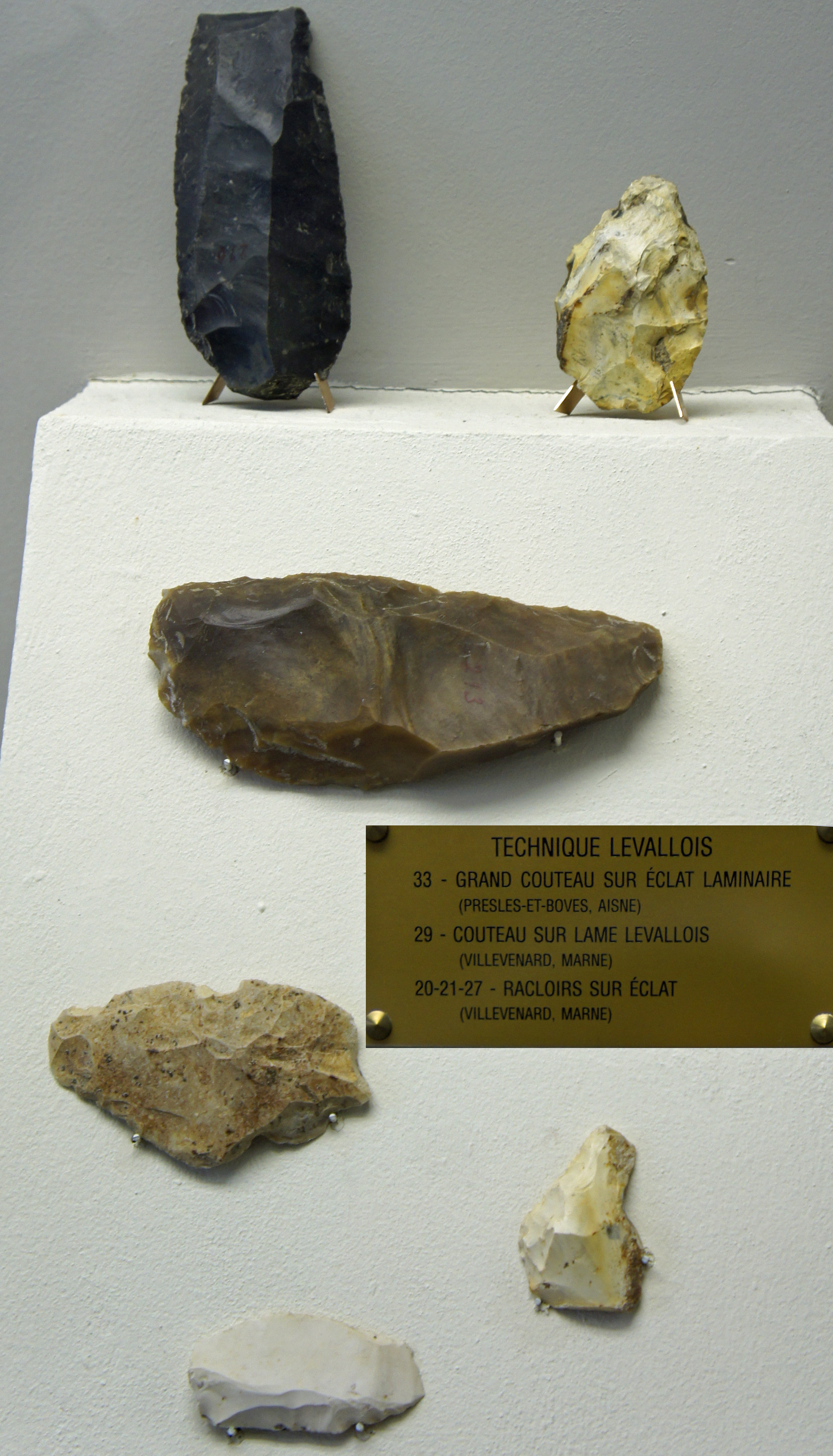
Silex taillés selon la méthode Levallois.

Le département était habité depuis le paléolithique, des traces ont été trouvées lors de fouilles et des hypogées dans la région du marais de Saint-Gond.

### Époque romaine

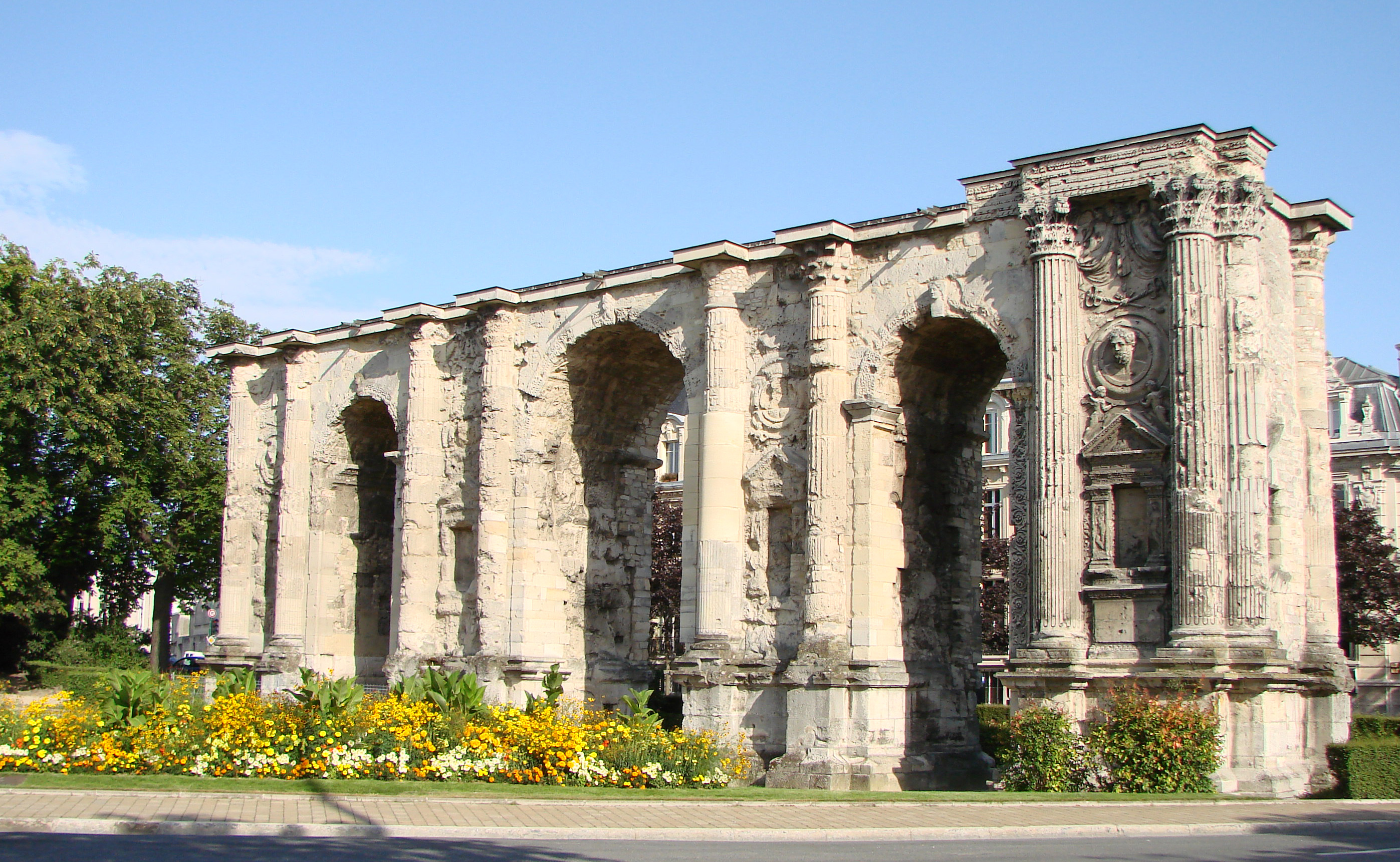
La porte de Mars de Reims, datant du IIIe siècle.

Les Romains nommèrent Belgica la province qui s'étendait des Vosges à la mer du Nord et dont Reims, appelée à l'époque Durocortorum, chef-lieu des Rèmes, était la capitale. Jules César, dans ses Commentaires, dit d'eux « Gallorum omnium fortissimi Belgii », et Strabon ajoute « Inter istas gentes Remi sunt nobilissimi », ce qu'on peut traduire par « De tous les Gaulois, les Belges sont les plus braves, et parmi eux les Rèmes sont les plus illustres ».
Les Romains firent des Rèmes et des Catalaunes des alliés, et on ne trouve aucun signe de révolte contre la domination romaine. De nombreuses fouilles archéologiques ont été pratiquées dans le département et ont amené d'importantes découvertes en objets gallo-romains, ainsi qu'une grande connaissance des modes de vie.
C'est donc sans heurts ni persécutions que s'élevèrent des temples en l'honneur des dieux  Jupiter, de Mars et d'Apollon. Le christianisme y apparaît à son tour dès le IIIe siècle sans subir de répression.
Les barbares eux-mêmes semblent respecter ce territoire comme un terrain neutre et consacré à la paix. Lorsque Attila en menace la capitale vers le milieu du Ve siècle, on voit s'unir pour sa défense les Francs de Mérovée, les Wisigoths de Théodoric et les légions d'Aetius.

### De Clovis à Charlemagne
L'Empire romain fut remplacé sans heurts par la monarchie de Clovis. Ce territoire fit alors partie du royaume d'Austrasie, et Reims en fut même un temps la capitale.
Sous Charlemagne, l'extension des limites de l'empire fit passer ce territoire dans la Neustrie. Mais l'autorité royale n'était que théorique ; en pratique le pouvoir était aux mains des évêques de Reims et de Châlons, qui avaient les pouvoirs d'un comte : tous deux étaient pairs de France, pouvaient réunir une armée de soixante mille vassaux, et l'évêque de Châlons pouvait battre monnaie.
La dynastie héréditaire des comtes de Champagne, fondée par Thibaut, dut se contenter de la reconnaissance de l'appartenance des deux évêchés dans le territoire de la Champagne, mais sans jamais pouvoir remettre en cause le pouvoir des évêques.

### Moyen Âge
Jeanne, unique héritière de Henri Ier, quatorzième comte de Champagne, épousa Philippe le Bel en 1284, ce qui rattacha la Champagne à la couronne de France.
La première attaque sur la Champagne de la guerre de Cent Ans fut dirigée par Robert Knolles et Eustache d'Auberticourt et repoussée par Henri de Poitiers, évêque de Troyes, il y eut ensuite plusieurs chevauchées entrainant des ravages et destructions mais aussi forçant des villes comme Reims à relever les murailles.

### Époque moderne
Lors des guerres de Religion il y eut les mêmes divisions que dans le reste du pays. L'une des premières exactions eut lieu lors du massacre de Wassy. Reims était au parti des Guise et Chalons à celui du roi. Elle reçut de nouveaux droits en remerciements : une chambre du Parlement de Paris, le rattachement du bailliage et du présidial et le grenier à sel de Vitry, la monnaie de Troyes.

### De la Révolution à Napoléon
La bataille de Valmy, le 20 septembre 1792, fut la première victoire de l'armée de la Révolution (même si obtenue par l'achat du duc de Brunswick). La Marne vit aussi se dérouler la Campagne de France de Napoléon en 1814.
Après la victoire des coalisés à la bataille de Waterloo (18 juin 1815), le département est occupé par les troupes autrichiennes de juin 1815 à novembre 1818 (voir occupation de la France à la fin du Premier Empire).

### Guerre de 1870
Lors de la guerre de 1870, à la suite des défaites en Alsace et Lorraine, les Allemands arrivèrent dans la Marne, où s'était retranchée l'armée française. À Passavant-en-Argonne, le 25 août 1870, quarante-neuf mobiles furent massacrés et une centaine d'autres blessés ; les témoins de ce drame parlent de « scènes sauvages » de la part des Prussiens. Mac-Mahon et ses troupes s'étaient repliés sur Châlons. Ils furent arrêtés à Beaumont-en-Argonne lors d'une offensive, ils se réfugièrent ensuite avec l'empereur Napoléon III sur Sedan, dans les Ardennes, où ils se rendirent le 2 septembre 1870.

### Première Guerre mondiale

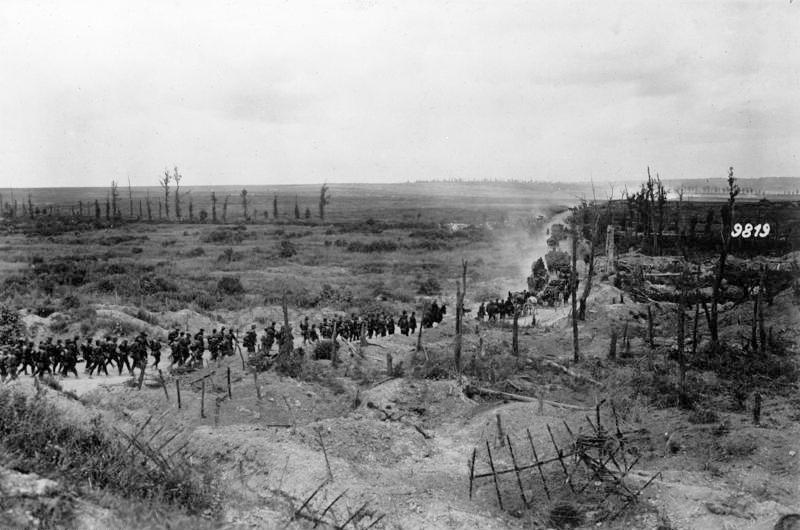
Colonne de soldats allemands entre Loivre et Brimont, en 1918.

Avant la guerre 1914-1918, les ouvrages de défense militaire établis dans le département forment avec ceux de Dijon, Langres, Laon et La Fère, une deuxième ligne de fortifications du côté nord-est de la France. Ce sont, premièrement, la place forte de Vitry-le-François et, deuxièmement, les ouvrages élevés autour de Reims. Ils font de cette ville, où se croisent de nombreuses lignes de chemin de fer, un vaste camp retranché : le réduit Ronzier ou de Chenay, le fort Berlier de Metz ou de Saint-Thierry, la batterie Saint-Pol ou de Loivre, le fort Drouet ou de Brimont, la batterie Baste ou cran de Brimont, le fort Souham ou de Fresne, le fort Lowendal ou de Witry-lès-Reims, l'ouvrage Dode ou vigie de Berru, les batteries Burcy ou de Berru, le fort Kellermann et la batterie annexe ou de Nogent, le fort Herbillon ou de la Pompelle, et le fort de Ségur ou de Montbré.
Le département a vu de nombreux passages de troupes, par les routes, à voir les bornes Voie Sacrée, mais aussi par chemin de fer pour les déplacements nord-sud et est-ouest. Il héberge des camps de formation, comme à Mailly. Il est surtout le théâtre de plusieurs batailles : première bataille de la Marne (5 - 12 septembre 1914), première bataille de Champagne (14 décembre 1914 - 17 mars 1915), seconde bataille de Champagne (25 septembre - 6 octobre 1915), troisième bataille de Champagne (17 avril - 20 mai 1917), quatrième bataille de Champagne (15 - 18 juillet 1918), deuxième bataille de la Marne (15 - 20 juillet 1918) et chemin des Dames (16 avril - 24 octobre 1917).
Séquelles de guerre
Ce conflit a laissé dans la Marne des séquelles particulièrement importantes. La superficie totale de la zone rouge ne correspondait « qu'à » un septième de la superficie totale en zone rouge en France, mais les sols étaient si dégradés et pollués que la plupart de cette zone a dû être boisée et interdite aux autres activités. Sur 24 556 hectares de zone rouge dans la Marne, seuls 2 185 pouvaient en 1921, selon le préfet de la Marne, être remis en état de culture (pour un coût estimé de 2 185 x 1 076 = 2 350 960 francs (valeur 1921). Le préfet a donc proposé le boisement pour 84 % de la zone rouge, estimant que la « remise en état de culture » ne pouvait être envisagée que pour les communes de : Cormicy, Loivre, Courcy, Berméricourt, Minaucourt, Massiges, Fontaine-en-Dormois, Gratreuil, Rouvroy, Cernay-en-Dormois, Servon, Ville-sur-Tourbe, et Vienne-le-Château. (20 833 hectares de zones à fortes séquelles, pour un coût de 20 833 × 150 =  3 124 950 francs). En 1921,  1 538 hectares devaient être conservés « en l'état actuel » ; comme vestiges de guerre et « emplacement de villages ». Cela va jusqu'à des villages qui disparaissent (sept dans la Marne) comme Perthes-lès-Hurlus.

### Seconde Guerre mondiale

### XXIesiècle
Au 1er janvier 2016 la région Champagne-Ardenne, à laquelle appartenait le département, fusionne avec les régions Alsace et Lorraine pour devenir la nouvelle région Grand Est.
En 2017, la commune de Gernicourt dans l'Aisne est rattachée depuis le 1er janvier 2017 au département de la Marne et dans la région Grand Est, en raison de la fusion avec la commune marnaise de Cormicy.

## Emblèmes

### Blason
| Blason | Blasonnement : « D'azur à la fasce d'argent côtoyée de deux doubles burelles potencées et contre-potencées d'or. » |

## Démographie
Les habitants de la Marne sont les Marnais.

En 2022, le département comptait 564 107 habitants, en évolution de −1,19 % par rapport à 2016 (France hors Mayotte : +2,11 %).
| 1791 | 1801    | 1806    | 1821    | 1826    | 1831    | 1836    | 1841    | 1846    |
| ---- | ------- | ------- | ------- | ------- | ------- | ------- | ------- | ------- |
| -    | 304 651 | 311 017 | 307 644 | 325 045 | 337 076 | 345 245 | 356 632 | 367 309 |

| 1851    | 1856    | 1861    | 1866    | 1872    | 1876    | 1881    | 1886    | 1891    |
| ------- | ------- | ------- | ------- | ------- | ------- | ------- | ------- | ------- |
| 373 302 | 372 050 | 385 498 | 390 809 | 386 157 | 407 780 | 421 800 | 429 494 | 434 734 |

| 1896    | 1901    | 1906    | 1911    | 1921    | 1926    | 1931    | 1936    | 1946    |
| ------- | ------- | ------- | ------- | ------- | ------- | ------- | ------- | ------- |
| 439 577 | 432 882 | 434 157 | 436 310 | 366 734 | 397 773 | 412 156 | 410 238 | 386 926 |

| 1954    | 1962    | 1968    | 1975    | 1982    | 1990    | 1999    | 2006    | 2011    |
| ------- | ------- | ------- | ------- | ------- | ------- | ------- | ------- | ------- |
| 415 141 | 442 135 | 485 388 | 530 399 | 543 627 | 558 217 | 565 229 | 565 841 | 566 571 |

| 2016    | 2021    | 2022    | - | - | - | - | - | - |
| ------- | ------- | ------- | - | - | - | - | - | - |
| 570 883 | 565 292 | 564 107 | - | - | - | - | - | - |

Avant la réorganisation des régions de 2016, le département faisait partie de Champagne-Ardenne et rassemblait à lui seul plus de 40 % de la population champenoise. Contrairement à celle de l'ensemble de l'ancienne région (qui a été fusionné avec d'autres pour former la région du Grand Est), qui était en constante diminution depuis des décennies, la population marnaise ne cesse d'augmenter depuis 1975 même si, ces dernières années, elle stagne autour d'environ 570 000 habitants.
Avec 319 059 habitants, l'aire urbaine de Reims regroupait plus de la moitié de la population de la Marne en 2015.

### Communes les plus peuplées
| Nom                  | Code Insee | Intercommunalité                           | Superficie (km2) | Population (dernière pop. légale) | Densité (hab./km2) | Modifier                                    |
| -------------------- | ---------- | ------------------------------------------ | ---------------- | --------------------------------- | ------------------ | ------------------------------------------- |
| Reims                | 51454      | CU Grand Reims                             | 46,90            | 178 478 (2022)                    | 3 806              | modifier les données · modifier les données |
| Châlons-en-Champagne | 51108      | CA de Châlons-en-Champagne                 | 26,05            | 43 218 (2022)                     | 1 659              | modifier les données · modifier les données |
| Épernay              | 51230      | CA Épernay, Coteaux et Plaine de Champagne | 22,69            | 22 022 (2022)                     | 971                | modifier les données · modifier les données |
| Vitry-le-François    | 51649      | CC Vitry, Champagne et Der                 | 6,45             | 11 349 (2022)                     | 1 760              | modifier les données · modifier les données |
| Tinqueux             | 51573      | CU Grand Reims                             | 4,15             | 10 662 (2022)                     | 2 569              | modifier les données · modifier les données |
| Bétheny              | 51055      | CU Grand Reims                             | 19,90            | 7 030 (2022)                      | 353                | modifier les données · modifier les données |
| Cormontreuil         | 51172      | CU Grand Reims                             | 4,62             | 6 454 (2022)                      | 1 397              | modifier les données · modifier les données |
| Fismes               | 51250      | CU Grand Reims                             | 16,75            | 5 884 (2022)                      | 351                | modifier les données · modifier les données |
| Saint-Memmie         | 51506      | CA de Châlons-en-Champagne                 | 12,64            | 5 439 (2022)                      | 430                | modifier les données · modifier les données |
| Aÿ-Champagne         | 51030      | CC de la Grande Vallée de la Marne         | 31,94            | 5 148 (2022)                      | 161                | modifier les données · modifier les données |
| Mourmelon-le-Grand   | 51388      | CA de Châlons-en-Champagne                 | 23,21            | 4 984 (2022)                      | 215                | modifier les données · modifier les données |
| Witry-lès-Reims      | 51662      | CU Grand Reims                             | 16,49            | 4 958 (2022)                      | 301                | modifier les données · modifier les données |
| Fagnières            | 51242      | CA de Châlons-en-Champagne                 | 19,48            | 4 886 (2022)                      | 251                | modifier les données · modifier les données |
| Sézanne              | 51535      | CC de Sézanne Sud-Ouest Marnais            | 22,82            | 4 679 (2022)                      | 205                | modifier les données · modifier les données |
| Bezannes             | 51058      | CU Grand Reims                             | 8,01             | 4 456 (2022)                      | 556                | modifier les données · modifier les données |

## Tourisme
Le département accueille, sur chacun de ses deux grands pôles touristiques que sont la cathédrale de Reims et le lac du Der-Chantecoq, plus d'un million de personnes.

### Lieux naturels
- Le plus grand lac artificiel d'Europe : le lac du Der-Chantecoq.
- La montagne de Reims et son parc naturel régional.
- Le vignoble champenois.
- La forêt d'Argonne.
- Les marais de Saint-Gond.

### Lieux et monuments
- Reims : la cathédrale de Reims, le palais du Tau, la basilique Saint-Remi, la chapelle Foujita...
- Châlons-en-Champagne : la cathédrale, l'église Saint-Alpin, l'église Notre-Dame-en-Vaux, le musée du cloître de Notre-Dame-en-Vaux, le Jard, l'ancienne abbaye des Toussaint...

- Épernay : l'avenue de Champagne.
- L'Épine : la basilique.

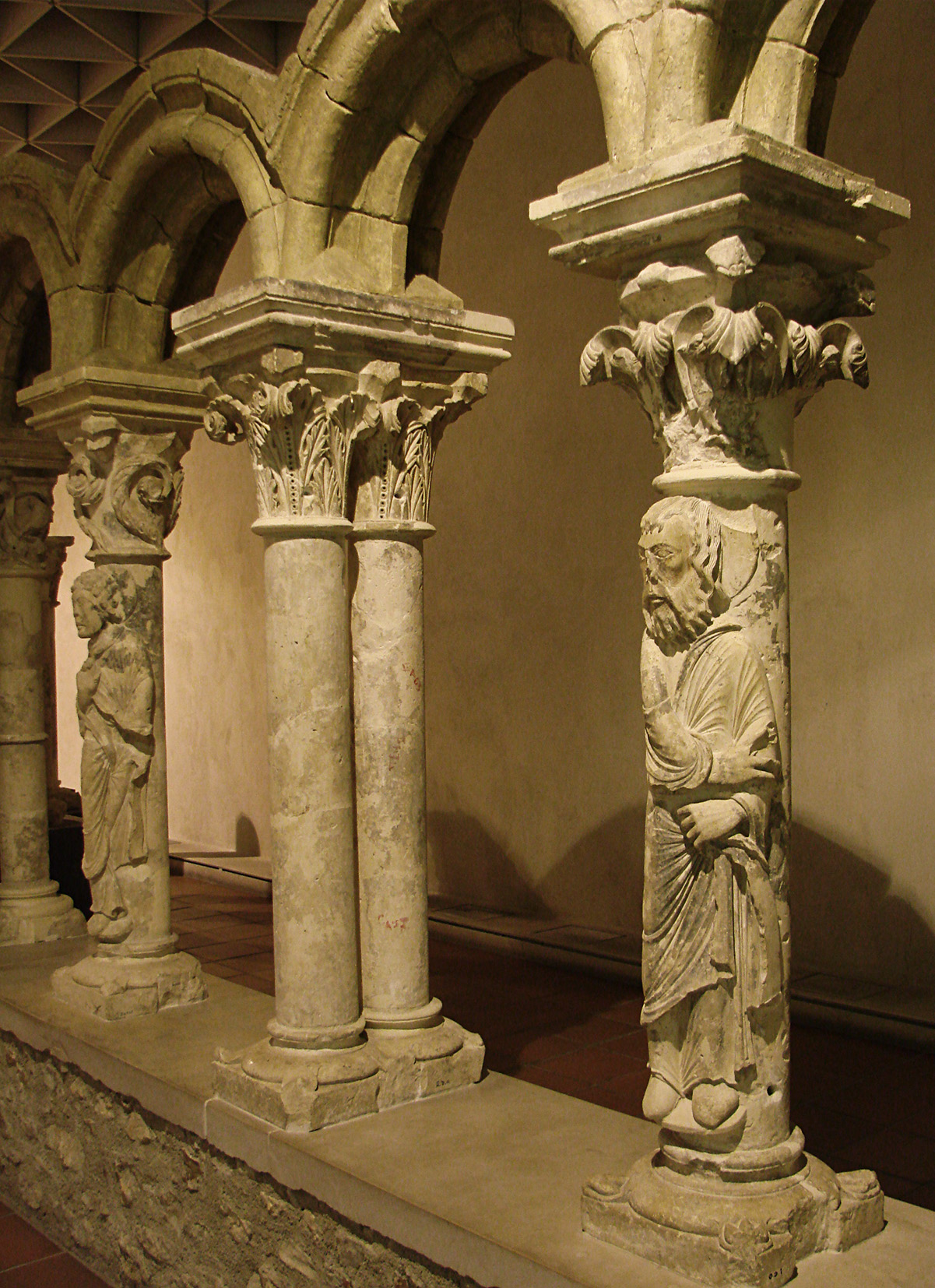
Cloître Notre-Dame-en-Vaux, Châlons.

- Mondement-Montgivroux : le monument de la Première Bataille de la Marne.
- Valmy : le moulin.
- Verzy : les Faux de Verzy.
- Le Pays du Der : et sa route des églises à pans de bois[12].
- Les vitraux de la Marne.

## Politique et administration

### Politique
Ces dernières années, la Marne a toujours placé en tête des candidats de droite lors des élections nationales, exception faite des élections européennes de 2004 et des élections régionales de 2010 où le PS est arrivé premier dans un contexte de « vague rose » au niveau national. Les cinq députés et les trois sénateurs sont tous centristes ou membre du parti Les Républicains. Au niveau local, le conseil départemental de la Marne est présidé par Jean-Marc Roze. De 2001 à 2008, la droite dirigeait les cinq plus grandes villes du département mais lors des municipales de 2008, la gauche reprit Vitry-le-François et surtout Reims, commune la plus peuplée du département. Même si la plupart des communes de la Marne sont rurales et ont, bien souvent, un maire divers droite.
Élections présidentielles, résultats des deuxièmes tours
- élection présidentielle de 2002 : 79,83 % pour Jacques Chirac (RPR), 20,17 % pour Jean-Marie Le Pen (FN), 77,67 % de participation[13].
- élection présidentielle de 2007 : 59,20 % pour Nicolas Sarkozy (UMP), 40,80 % pour Ségolène Royal (PS), 82,04 % de participation[14].

Élections européennes, résultats des deux meilleurs scores
- élections européennes de 2004 : 27,54 % pour Pierre Moscovici (PS), 18,34 % pour Joseph Daul (UMP), 39,44 % de participation[15].
- élections européennes de 2009 : 32,53 % pour Joseph Daul (UMP), 14,80 % pour Catherine Trautmann (PS), 35,72 % de participation[16].

Élections régionales, résultats des deux meilleurs scores
- élections régionales de 2004 : 42,69 % pour Jean-Claude Étienne (UMP), 41,12 % pour Jean-Paul Bachy (PS), 60,85 % de participation[17].
- élections régionales de 2010 : 44,17 % pour Jean-Paul Bachy (PS), 38,52 % pour Jean-Luc Warsmann (UMP), 46,60 % de participation[18].

Élections référendaires
- Référendum de 2000 relatif au quinquennat présidentiel : 71,14 % pour le Oui, 28,86 % pour le Non, 26,35 % de participation[19].
- Référendum de 2005 relatif au traité établissant une Constitution pour l'Europe : 53,67 % pour le Non, 46,33 % pour le Oui, 67,74 % de participation[20].

Voir aussi :
- Liste des députés de la Marne
- Liste des sénateurs de la Marne
- Liste des conseillers généraux de la Marne
- Conseil Général de la Marne

### Administration
- Liste des préfets de la Marne
- Liste de ponts de la Marne

La Marne est composée de 611 communes. Voir également la liste des anciennes communes de la Marne.

## Personnalités liées au département
- Alfred Boissonet
- Simon Dauphinot
- Léon Bourgeois
- Cabu
- Pauline Ferrand-Prevot
- René Lalique
- Kyan Khojandi
- Élodie Gossuin
- Paul Marchandeau
- Patrick Poivre d'Arvor
- Olivier de Benoist
- Pierre Schneiter
- Bernard Stasi
- Charles de Courson
- Franck Leroy
- « Justes parmi les Nations »